# Adelaide River
Adelaide River – rzeka w północno-zachodnim Terytorium Północnym w Australii. Ma 110 mil (180 km) długości. Ma swoje źródło we wzgórzach na zachód od miejscowości Brock’s Creek, płynie (ze znacznym wzrostem objętości w okresie letnim) w kierunku północno-wschodnim. Uchodzi do zatoki Adam Bay, będącej częścią Morza Timor. Od ujścia, znajdującego się 32 mile (51 km) na północny wschód od miasta Darwin, rzeka jest żeglowna na odcinku 80 mil (130 km). Została odkryta w 1839 roku przez Lewisa Ropera Fitzmaurice'a ze statku HMS „Beagle” i nazwana na cześć brytyjskiej królowej-wdowy Adelajdy. W 1862 roku została zbadana przez Johna McDoualla Stuarta, a pierwsza osada na jej brzegach – Escape Cliffs – istniała w latach 1864-1867. Od lat 90. XIX wieku żyzne czarne gleby w dolnym biegu rzeki były wykorzystywane do eksperymentów rolniczych, w tym uprawy warzyw, ryżu oraz hodowli bydła. Miasto Adelaide River, położone w miejscu, gdzie rzekę przecina droga Stuart Highway i linia kolejowa North Australia Railway, stanowi bazę turystyczną dla regionów Rum Jungle i Daly River.